# Gaétan Nocq
Pour les articles homonymes, voir Nocq.
Gaétan Nocq, né le 22 novembre 1968 à Pont-de-Buis-lès-Quimerch, est un auteur de bande dessinée français, graphiste et enseignant agrégé en arts plastiques.

## Biographie
Originaire de Pont-de-Buis-lès-Quimerch, où il est né le 22 novembre 1968, Gaétan Nocq fait ses études à Brest Kérichen avant de s'installer à Paris,. Il intègre l'école Duperré et passe l'agrégation en arts plastiques, puis il devient enseignant à l'école Olivier-de-Serres. 
Il réalise des carnets de voyage et de reportage et devient membre du collectif des Carnettistes tribulants, un groupe de « dessinateurs, peintres, illustrateurs, graphistes, plasticiens et écrivains motivés par le carnet de voyage et de reportage », au sein duquel il illustre plusieurs livres du Beaunois Roger-Paul Dubrion, comme Le Bois et le Vin : les Mystères de leur mariage ou Les chemins qui marchent.
En 2014, Nocq fait connaissance avec Alexandre Tikhomiroff, auteur d'Une Caserne au soleil et La tasse de thé, puis il livre en 2016 l'adaptation de son livre dépeignant un russe blanc réfugié en France et appelé à participer à la guerre d'indépendance de l'Algérie en 1956, : Soleil brûlant en Algérie, puis le Capitaine Tikhomiroff.
Isabelle Davion, chercheuse, ayant rédigé les notes historiques de la traduction des rapports Pilecki (éd. Champ Vallon), propose à Gaétan Nocq de se documenter sur Witold Pilecki ; l'artiste en tire une bande dessinée biographique sur le soldat polonais infiltré à Auschwitz : Le Rapport W, publiée en 2019. L'œuvre remporte un accueil critique très favorable.
En parallèle de ses activités, Gaétan Nocq a pratiqué la musique avec l'Harmonie de Brest et la Lyre pont-de-buisienne.

## Œuvres
Illustrations
- Roger-Paul Dubrion (textes), Les chemins qui marchent ou Le voyage fluvial du tonnelier Pierre de Saône en Seine en 1830, Éd. d'un autre genre, 2009  (ISBN 978-2-9530957-5-3) (BNF 41467121)
- Histoire des agricultures, Chrisian Ferrault et Denis Chatelier (texte), 2e édition, éditions Campagne & compagnie 2012.
- Roger-Paul Dubrion (textes), Les routes du vin en France au cours des siècles, Paris : Campagne & compagnie, 2011  (ISBN 979-10-90213-04-3) (BNF 42581250)
- Roger-Paul Dubrion (textes), Vigne, vignobles & vins de France : voyages œnologiques, Paris : Campagne & compagnie, 2013  (ISBN 979-10-90213-16-6) (BNF 43654381)
- Roger-Paul Dubrion (textes), Le bois & le vin, Paris : Éditions « France agricole », 2014  (ISBN 979-10-90213-26-5) (BNF 44222199)

Bandes dessinées
- Soleil brûlant en Algérie (scénario d'après Alexandre Tikhomiroff et dessin), éd. La Boîte à bulles, coll. Contre-Cœur, mars 2016  (ISBN 978-2-84953-260-7) (BNF 44516080) ; réédition 2019 :  (ISBN 978-2-84953-342-0) (BNF 45734962)

- Capitaine Tikhomiroff (scénario, dessin et couleurs), éd. La boîte à bulles, coll. Hors-champ

1. Les Guerres, octobre 2017  (ISBN 978-2-84953-999-6)
2. Déroutes, octobre 2017  (ISBN 978-2-84953-998-9)
3. Voyages, octobre 2017  (ISBN 978-2-84953-997-2)
4. Capitaine Tikhomiroff, octobre 2017  (ISBN 978-2-84953-288-1) (BNF 45377401)

- Le Rapport W, infiltré à Auschwitz (scénario, dessin et couleurs), éd. Daniel Maghen, mai 2019  (ISBN 978-2-356-74070-0). Finaliste au grand prix de la critique 2020[8]
- Les grands cerfs (scenario, dessin et couleurs) adapté de Claudie Hunzinger ,éd. Daniel Maghen, juin 2023  (ISBN 9782356741035) prix Nature du festival de Perros Guirec 2022
prix coupe de cœur du festival de Bassillac 2021
- Octopolis (scenario, dessin et couleurs) ,éd. Daniel Maghen, mai 2024  (ISBN 9782356741523) prix Mémoires de la mer 2025

## Récompenses
- 2020 : prix du magazine Cases d'Histoire pour Le Rapport W.[9].

### Documentation
Chroniques
- Raphaëlle Branche, « Gaétan Nocq. Soleil brûlant en Algérie. D’après le récit d’Alexandre Tikhomiroff », Afrique contemporaine, no 259,‎ 2016, p. 178-180 (présentation en ligne).
- Pascal Ory, « Appelé en Algérie : Gaétan Nocq adapte le carnet de guerre d'Alexandre Tikhomiroff », L'Histoire,‎ 1er juin 2016 (lire en ligne).
- Olivier Delcroix, « Un héros dans l'enfer d'Auschwitz », Le Figaro,‎ 17 juin 2019.
- Laurent Vissière, « Souvenirs de la maison des morts », Historia,‎ 1er octobre 2019.
- Stéphane Jarno, « Infiltré à Auschwitz. Le Rapport W Gaétan Nocq », Télérama,‎ 6 juillet 2019 (lire en ligne).
- Laurence Le Saux, « "Le Rapport W.", ou le récit d'un espion en plein camp d'Auschwitz », Télérama,‎ 22 juin 2019 (lire en ligne).
- M. Leroy, « Soleil brûlant en Algérie », sur BD Gest', 29 septembre 2016.
- J. Milette, « Capitaine Tikhomiroff », sur BD Gest', 12 octobre 2017.
- J. Milette, « Le rapport W », sur BD Gest', 3 juin 2019.
- Daniel Couvreur, « Auschwitz, dans le ventre du monstre », Le Soir,‎ 8 juin 2019.
- Walid Mebarek, « Le graphisme au service de la mémoire », El Watan,‎ 5 avril 2016.
- Pierre Burssens, « Critique d'album : Soleil brûlant en Algérie », sur auracan, 14 mars 2016.
- Pierre Burssens, « Critique d'album : Le rapport W », sur auracan, 24 juin 2019.
- Marc Lamonzie, « Soleil brûlant en Algérie », sur BoDoï, 2 mai 2016.
- Marc Lamonzie, « Capitaine Tikhomiroff », sur BoDoï, 2 janvier 2018.
- Benjamin Roure, « Le Rapport W », sur BoDoï, 19 juillet 2019.
- David Taugis, « Capitaine Tikhomiroff - Par Gaétan Nocq - La Boîte à Bulles », sur Actua BD, 6 novembre 2017.
- Didier Pasamonik, « Auschwitz : passé l’ère des témoins… », sur Actua BD, 27 mai 2019.

Interviews
- Gaétan Nocq (interviewé) et Marc Lamonzie, « L’humain émerge toujours », sur BoDoï, 5 mars 2018.
- Gaétan Nocq (interviewé), L. Gianati et Stéphane Farinaud, « Chaque projet est une rencontre, entretien avec Gaétan Nocq », sur BD Gest', 16 juillet 2019.